# Latecoere Czech Republic
Latecoere Czech Republic je pokračovatelem první letecké továrny v Československu známé pod jménem Letov. V roce 2000 byla část továrny Letov začleněna jako dceřiná společnost do francouzské skupiny Latecoere Group. Jako součást větší integrace do mateřské společnosti se v roce 2013 Letov přejmenoval na Latecoere Czech Republic. Latecoere v současné době vyrábí a dodává své produkty významným světovým výrobcům letadel, jako jsou Airbus, Embraer, Boeing a Dassault. Latecoere Czech Republic se významnou měrou podílí na tvorbě výrobního portfolia celé skupiny.

## Historie

### Počátky
Společnost LATECOERE Czech Republic je nástupcem nejstarší české letecké továrny známé pod jménem Letov. Historie firmy Letov sahá až do roku 1918, kdy se ještě jmenovala Letecký arsenál Praha a na počátku své existence se zabývala opravami vojenských letadel. V roce 1920 zahájila sériovou výrobu prvního československého vojenského letounu Š.A, zkonstruovaného pozdějším šéfkonstruktérem firmy Letov Aloisem Šmolíkem. Firma v roce 1924 přesídlila do nově vybudovaného areálu v Praze-Letňanech a od roku 1926 užívala obchodní název Letov. Továrna Letov se ve dvacátých a třicátých letech stala významným výrobcem a její školní, stíhací a pozorovací letouny sloužily nejen v československém letectvu, ale byly také s úspěchem exportovány do zahraničí. Mezi nejslavnější konstrukce Ing. Aloise Šmolíka patřil typ Š.16 - první československý letoun s celkovou konstrukcí vyráběný koncem dvacátých let. Dalším úspěšným typem byly pozorovací letouny Letov Š.328, které tvořily významnou část výzbroje našeho letectva ve druhé polovině třicátých let.[zdroj?]

### Poválečná léta

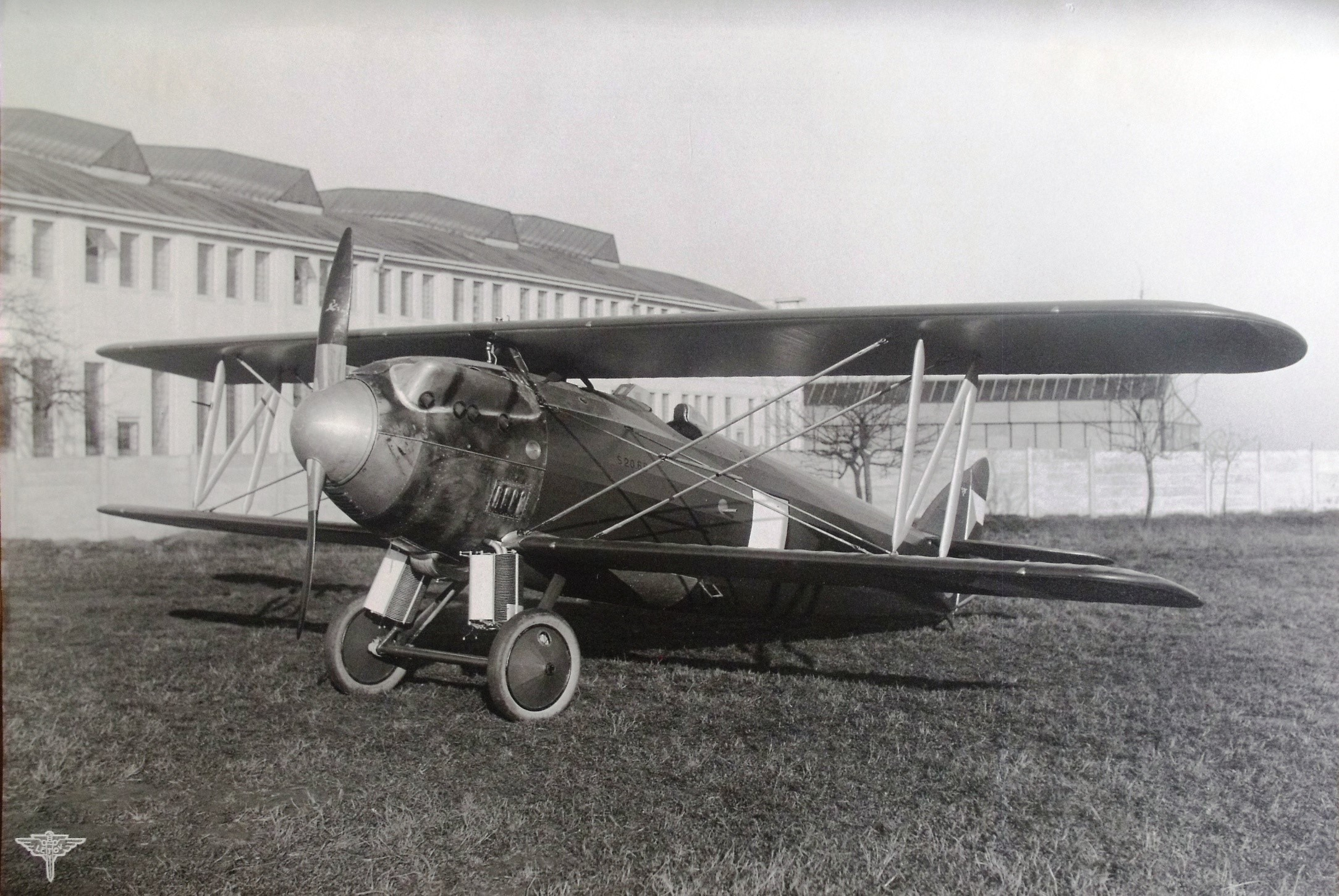
Letoun Š.20

V rámci poválečné restrukturalizace výroby byly kapacity Letova využity i pro výrobu automobilů. V letech 1947 až 1950 podnik vyráběl osobní automobily Jawa Minor. Na počátku padesátých let Letov vyráběl úspěšné akrobatické kluzáky L-107 Luňák a v roce 1951 zahájil licenční výrobu sovětských proudových letadel MiG-15. Koncem padesátých let se Letov ve spolupráci s Výzkumným a zkušebním leteckým ústavem v Letňanech podílel na vývoji a výrobě prototypů prvního československého cvičného proudového letounu L-29 Delfín. Letov pro L-29 od roku 1963 zajišťoval výrobu zadních částí trupů a od roku 1964 vyráběl pro tyto letouny také pilotní simulátory TL-29. Těchto letadel bylo do roku 1973 vyrobeno 3622 kusů. Na tento výrobní program navázal další úspěšný typ cvičného proudového letounu vyráběného v letech 1973 až 1993 pod označením L-39 Albatros. V průběhu osmdesátých let Letov vyvíjel a vyráběl pilotní simulátory pro letouny L-39, L-410, MiG-21 a Antonov An-28. Tyto výrobky byly na vysoké technické úrovni a řadu z nich Letov exportoval do zahraničí.

### 90. léta a současnost

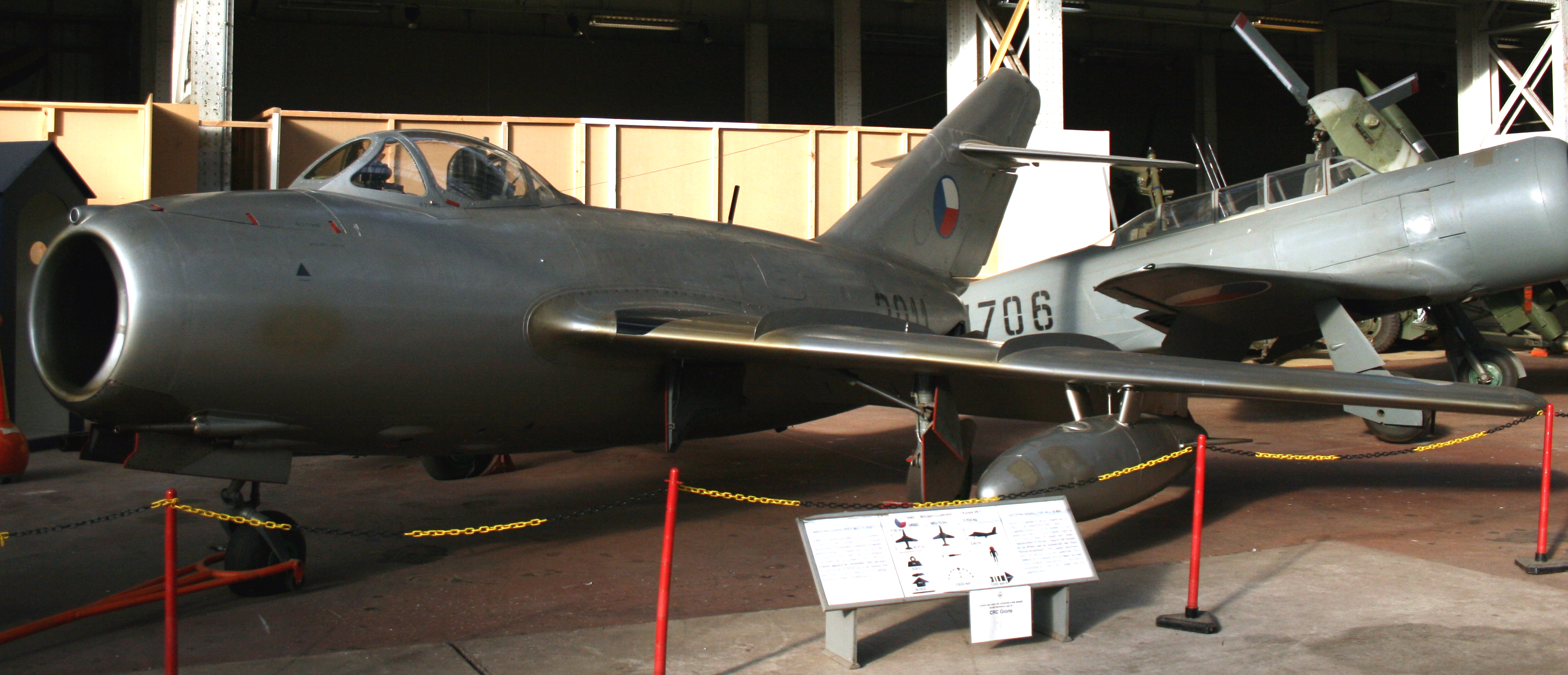
MIG 15

Po politických změnách v roce 1990 byla silně utlumena vojenská výroba. Program L-39 byl ukončen. Letov zahájil transformaci výrobního programu z vojenské výroby na civilní. Z vlastní iniciativy zahájil vývoj a výrobu ultralehkých letadel LK 2 Sluka, nicméně tento výrobní program byl svým rozsahem malý a nedokázal vyrovnat ztrátu vojenské výroby.
V polovině devadesátých let se Letov Společnost LETOV LETECKÁ VÝROBA byla v roce 2000 začleněna do francouzské společnosti Latecoere. Společnost Latecoere postupně zavedla do České republiky výrobu dveří pro dopravní letouny Airbus A320, A380, Embraer 170/190, Boeing 787 a Falcon F7X. Do roku 2014 byl navýšen počet zaměstnanců z 200 na 780.

## Výrobní technologie
Letecký průmysl si žádá vysoce kvalitní produkty, proto společnost LATECOERE neopomíjí investice do nákupu nejmodernějších technologií. Výroba podléhá přísným kritériím NADCAP, což je celosvětově uznávaná akreditace, která zahrnuje podrobný audit a prokazuje plnou kvalifikaci výrobních procesů. Systém managementu kvality je certifikován podle standardu EN 9100.

## Produkce
LATECOERE Czech Republic vyrábí dveře a skříně palubní elektroniky pro dopravní letadla, které dodává společnostem Airbus, Embraer, Dassault a Boeing.
| Výroba pro         | Produkty                                                                                          | Finalizace                                           |
| ------------------ | ------------------------------------------------------------------------------------------------- | ---------------------------------------------------- |
| Airbus A320 rodina | kompletní dveře pro cestující                                                                     | Airbus - Nantes (Francie) Airbus - Hamburg (Německo) |
| Airbus A380        | dveře horní paluby a dveře zavazadlového prostoru včetně instalace dveřních mechanismů            | LATECOERE Group - Toulouse (Francie)                 |
| Airbus A380        | výroba a montáž skříně palubní elektroniky                                                        | LATECOERE Group - Toulouse (Francie)                 |
| Airbus A400M       | díly a montáž skříně pro instalaci palubní elektroniky                                            | LATECOERE Group - Toulouse (Francie)                 |
| Airbus A350        | kompozitní a kovové díly střední kýlové části trupu                                               | Airbus - Nantes (Francie)                            |
| Embraer E-Jet      | kompletní dveře pro cestující, servisní dveře, nákladové dveře a nouzové dveře                    | Embraer (Brazílie)                                   |
| Boeing 787         | kompozitní potahy a díly kostry dveří, montáž podsestavy koster dveří, výroba dveřních mechanismů | LATECOERE Group - Toulouse (Francie)                 |
| Dassault Falcon 7X | servisní dveře a dveře zavazadlového prostoru včetně instalace mechanismů                         | LATECOERE Group - Toulouse (Francie)                 |